# Pelendur
Pelendur es un personaje ficticio que pertenece al legendarium creado por el escritor británico J. R. R. Tolkien y cuya historia es narrada en los apéndices de la novela El Señor de los Anillos. Es un dúnadan, senescal del rey Ondoher de Gondor y posteriormente de Eärnil II. 

## Historia
Nació en el año 1879 de la Tercera Edad del Sol y, aunque se desconoce quién es su padre, pertenece a la línea del senescal Húrin, ya que los reyes elegían a sus senescales entre los descendientes de esta familia. A partir de Pelendur, la senescalía se hizo hereditaria.
Se convirtió en senescal del rey Ondoher en el año 1940 T. E. y gobernó Gondor durante el año transcurrido entre la muerte de éste y la proclamación de Eärnil II como rey (1944 - 1945 T. E.), desempeñando un papel fundamental en la oposición del Consejo de Gondor a la Reclamación de Arvedui. Pelendur siguió siendo senescal durante el reinado de Eärnil II y murió en el año 1998 T. E., siendo sucedido por su hijo Vorondil el Cazador.